# 六殿神社
六殿神社（ろくでんじんじゃ）は、熊本県熊本市南区に鎮座する神社である。長寿寺（木原不動）と同じく雁回山（木原山）にある。旧社格は郷社。

## 由緒
1178年（治承2年）、平清盛の子である平重盛が、自身の祈願所であった武蔵国の六孫王大権現を勧請したことにはじまる。また、木原山に城を築いた源為朝（鎮西八郎）の創建という説、さらには、平安末期に当地を治めていた木原氏の創建という説もある。
六殿神社の楼門は、1907年（明治40年）に、熊本県下の建造物としては最も早く国の重要文化財の指定を受けた。

## 祭神
- 阿蘇大明神
- 天照皇大神
- 埴安姫神
- 諏訪大明神
- 氷川大明神
- 稲荷大明神

## 例祭日
- 10月9日

## 文化財

### 重要文化財（国指定）
- 六殿神社 楼門 - 別名「釘無しの門」。1907年（明治40年）、熊本県下の建造物としては最も早く国の指定を受ける。

室町時代、1549年（天文18年）名和顕忠により建立。三間一戸の入母屋造り、茅葺き、重層の門である。飛騨の番匠甚五左エ門の作とされる。

## 境内社
- 宿大神 - 子授け安産母性の守り神
- 菅原神社 - 学問の神、菅原道真公
- 鉾神社 - 医療の神にして、疫病退散病気平癒
- 中王宮 - 創建以来初代より第3代までの大宮司を祀る
- 代官宮 - 伊津野、佐藤姓の祖神を祀る
- 大王宮 - 創建の平重盛命、父平清盛命を祀る

## 関連事項
- 木原城 (肥後国)
- 長寿寺（木原不動）